# Thomas Bouquié
Pas d'image ? Cliquez ici

a Compétitions nationales et continentales officielles uniquement.

Dernière mise à jour le 24 février 2012.
Thomas Bouquié, né le 19 janvier 1984 à Perpignan, est un joueur de rugby à XV français qui évolue au poste d'arrière au sein de l'effectif du Céret sportif.

## Biographie
Thomas Bouquié remporte le championnat de France espoirs en 2005 avec l'USA Perpignan.